# 20 mars
Pour les articles homonymes, voir Vingt-Mars.
20 février 20 avril
Chronologies thématiques
- Croisades
- Ferroviaires
- Sports
- Disney
- Anarchisme
- Catholicisme

Abréviations / Voir aussi
- (° 1852) = né en 1852
- († 1885) = mort en 1885
- a.s. = calendrier julien
- n.s. = calendrier grégorien
- Calendrier
- Calendrier perpétuel
- Liste de calendriers
- Naissances du jour

Le 20 mars est le 79e jour, moins souvent le 80e, de l'année du calendrier grégorien ; il en reste ensuite 286.
C'est la date annuelle la plus fréquente pour l'équinoxe de mars, le premier jour du printemps dans l'hémisphère nord et de l'automne dans l'hémisphère sud, entre 19 et 21 mars (d'ailleurs le cas sans discontinuité de 2008 à 2044).
Il correspondait généralement au 30e et dernier jour du mois de ventôse dans le calendrier républicain français, officiellement dénommé jour du plantoir.
Le 20 mars est chaque année la Journée internationale de la francophonie et la Journée de la langue française aux Nations unies.

## Événements

### Iersiècleav. J.-C.
- 44 av. J.-C. : lecture publique du testament de Jules César faisant d'Octave son héritier à Rome.Buste de Maximin le Thrace

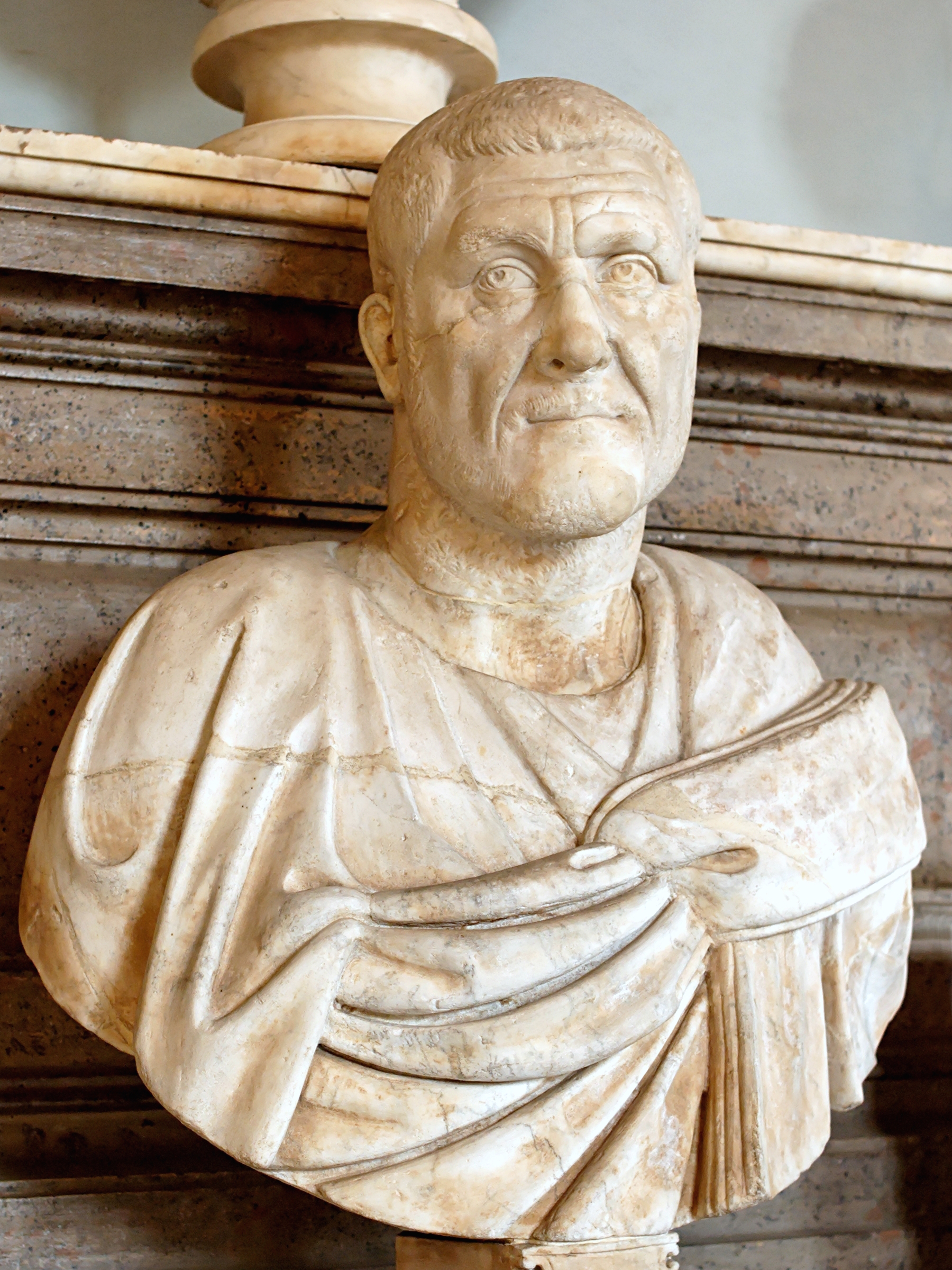
Buste de Maximin le Thrace

### IIIesiècle
- 235 : Maximin Ier le Thrace devient empereur romain.

### XIIesiècle
- 1179 : Alphonse II d'Aragon et Alphonse VIII de Castille signent le traité de Cazola.

### XIVesiècle
- 1342 : instauration en France de la gabelle, impôt sur le sel, qui provoque des troubles.

### XVIIesiècle
- 1602 : la fondation de la Compagnie néerlandaise des Indes orientales résulte de la fusion de huit compagnies commerciales néerlandaises constituées depuis 1595.
- 1619 : dans l'Empire germanique, à la mort de l'empereur Matthias, c'est son cousin Ferdinand II, roi de Bohême depuis 1617, et de Hongrie depuis 1618, qui prend sa succession.Vestiges à Héliopolis

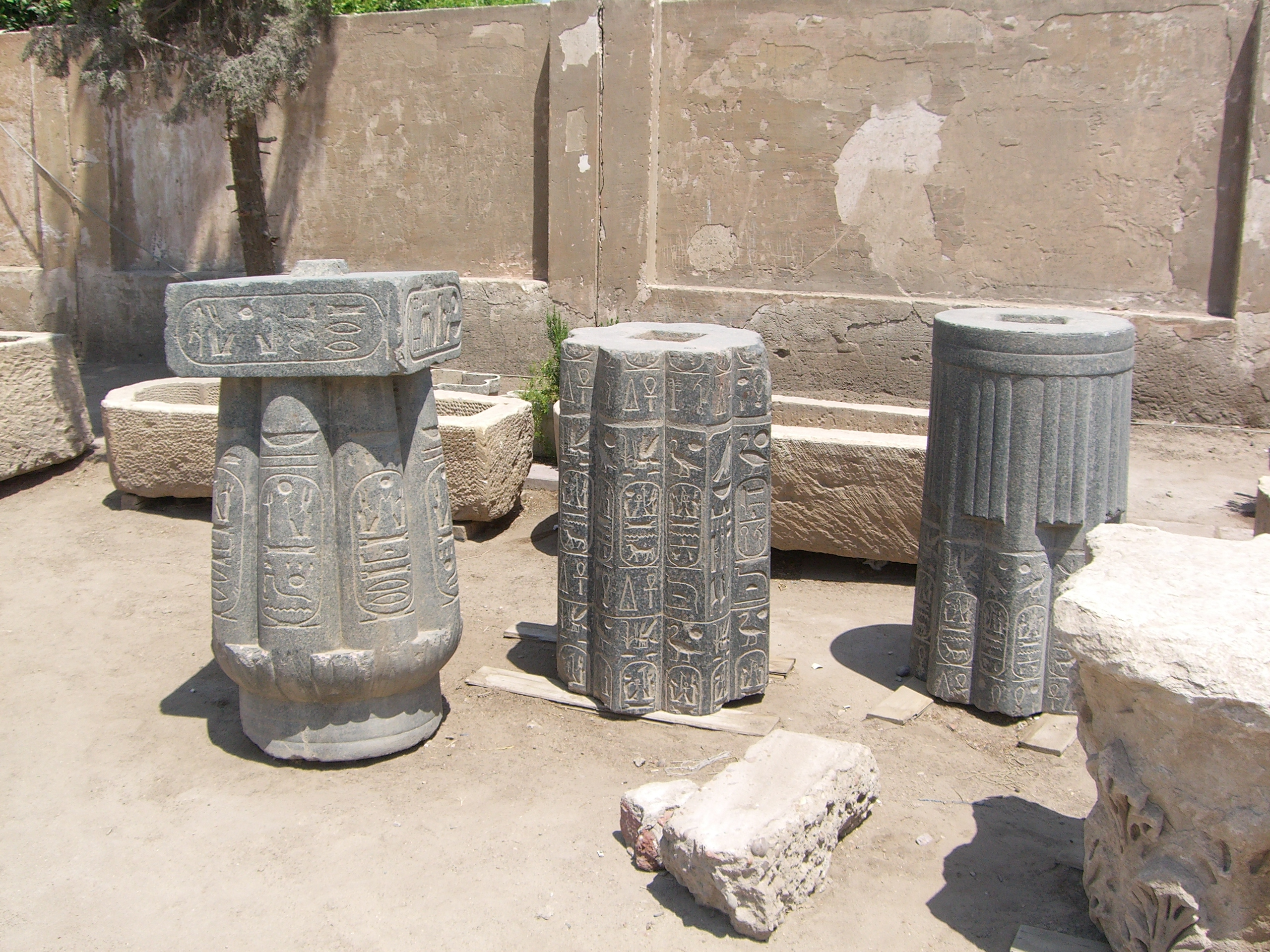
Vestiges à Héliopolis

### XVIIIesiècle
- 1739 : Nader Chah prend la ville de Delhi qu'il fait piller et ordonne le massacre de 30 000 de ses habitants.
- 1794 : bataille des Clouzeaux, lors de la guerre de Vendée.
- 1800 : l'armée de Kléber vainc les Ottomans à la bataille d'Héliopolis et marche sur le Caire.

### XIXesiècle

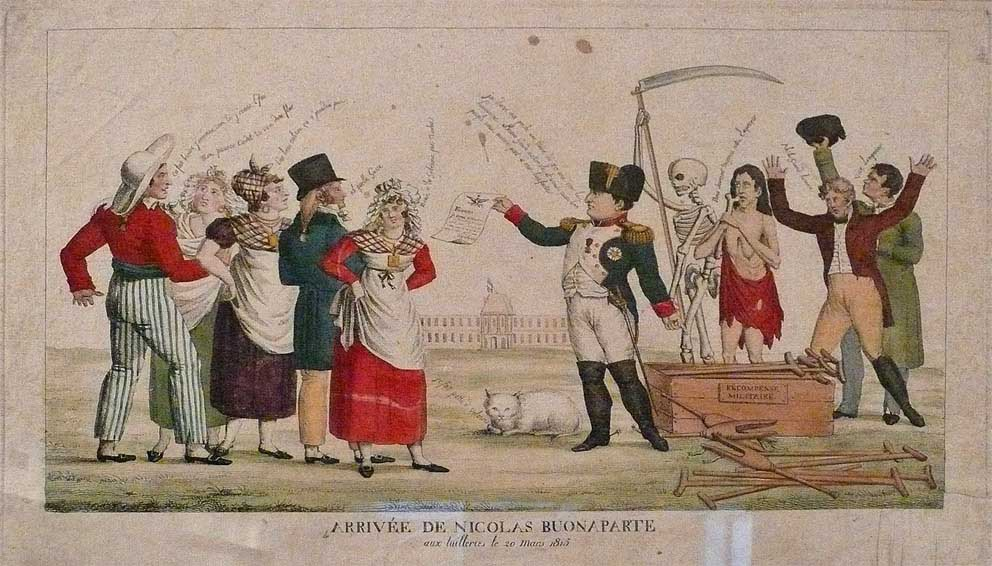
Arrivée de Nicolas Buonaparte aux Tuileries le 20 mars 1815 (caricature royaliste)

- 1815 : après une marche triomphale sur Paris, Napoléon entre dans la capitale et forme un gouvernement. Il reprend sa place sans avoir rencontré beaucoup d'opposition depuis son retour de l'île d'Elbe.
- 1816 : au Portugal, Jean VI, l'empereur du Brésil depuis 1807, date à laquelle il s'était enfui du Portugal pour échapper aux troupes de Napoléon, succède à sa mère, Marie Ire de Bragance. Il ne reviendra dans son pays qu'en 1821.
- 1848 : à la suite du scandale provoqué par sa liaison avec l'aventurière irlandaise et fausse danseuse « espagnole » Lola Montès (Maria-Dolorès Eliza Gilbert), le roi de Bavière Louis Ier abdique.
- 1850 : début de l'Union d'Erfurt visant à mettre en place la solution petite-allemande pour l'unification de ce pays.
- 1861 : un tremblement de terre tue plus de 4 000 personnes en Argentine et détruit la ville de Mendoza.
- 1890 : Guillaume II renvoie le chancelier Bismarck.

### XXesiècle
- 1914 : incident de Curragh.
- 1921 : plébiscite de Haute-Silésie.
- 1933 : en Allemagne, Heinrich Himmler ouvre le camp de concentration de Dachau.
- 1939 : Joachim von Ribbentrop adresse l'ultimatum allemand contre la Lituanie visant le territoire de Memel.
- 1940 : en France, le gouvernement Édouard Daladier démissionne, Paul Reynaud forme le suivant.
- 1942 : contraint de reculer devant l'avance des troupes japonaises, le général Douglas MacArthur évacue les Philippines en déclarant « Je reviendrai ».
- 1945 : les Anglais reprennent Mandalay lors de la campagne de Birmanie.
- 1955 : création de l'Union marocaine du travail par le syndicaliste Mahjoub Ben Seddik.

- 1956 :

Un blason de la Tunisie

  - après l'autonomie interne, la Tunisie obtient son indépendance totale (à l'exception du port stratégique de Bizerte évacué en 1962) et Habib Bourguiba en devient le premier président.
  - début du second mandat de Premier ministre d’Ali Sastroamidjojo en Indonésie, dont le gouvernement réunit des représentants du PNI, du Masjumi et du Nahdatul Ulama. Le PKI accorde au gouvernement un préjugé favorable.
  - Walter Sillers, président de la Chambre des représentants du Mississippi, soumet une proposition de loi portant création de la Mississippi State Sovereignty Commission afin de lutter contre "l'empiétement du gouvernement fédéral" en matière de droits civiques et de ségrégation.
- 1970 : le pétrolier Othello libère entre 60 000 et 100 000 tonnes de fioul après une collision dans la baie de Tralhavet, Suède.
- 1976 : élections, au Cambodge, de l'Assemblée des représentants du peuple. Les khmers rouges, seuls habilités à présenter des candidats, raflent sans surprise la totalité des 250 sièges.
- 1977 : second tour des élections municipales en France, Jacques Chirac devient le premier maire de Paris depuis 1871. Jusqu'alors un préfet dirigeait la capitale.
- 1981 : Isabel Perón, ancienne présidente d'Argentine est condamnée à huit ans de prison pour détournement de fonds publics.
- 1985 : un exemplaire des Fleurs du mal (1857) de Charles Baudelaire, dédicacé au peintre français Eugène Delacroix et illustré de dessins de l'auteur et d’aquarelles de Lucien Lévy-Dhurmer, se vend pour 1 437 900 F.
- 1986 : le président français François Mitterrand nomme Jacques Chirac à la tête du gouvernement après la victoire de la droite aux législatives, c'est la première cohabitation.
- 1993 :
  - attentats à Warrington en Angleterre.
  - Incident sous-marin au large de la péninsule de Kola.
- 1995 :
  - Valeri Poliakov revient du plus long séjour passé dans l'espace.
  - Attentat au gaz sarin dans le métro de Tokyo.

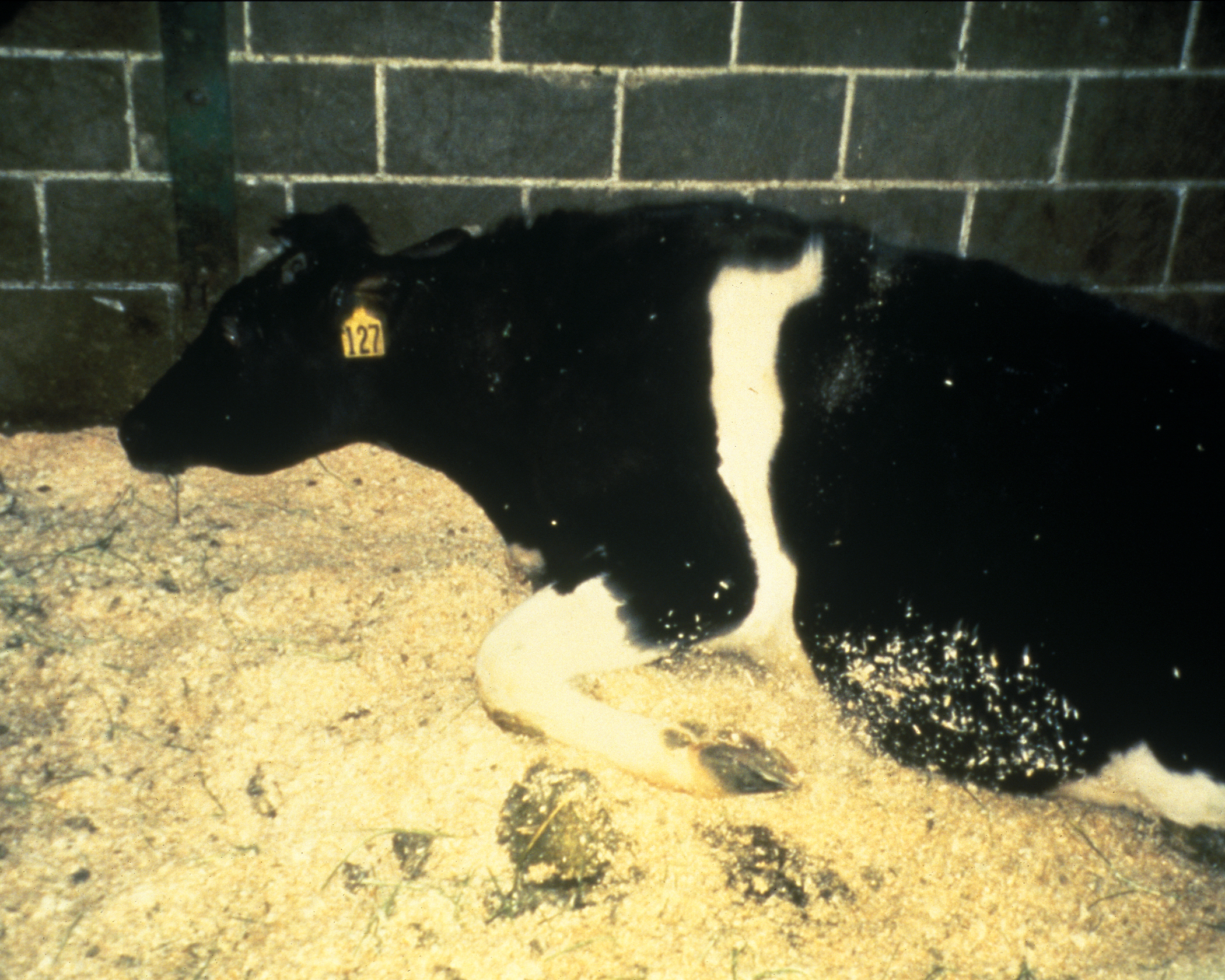
Vache atteinte d'une encéphalopathie spongiforme bovine

- 1996 : Londres admet que la maladie de Creutzfeldt-Jakob chez l'homme est probablement liée à l'encéphalopathie spongiforme bovine, ou maladie de la vache folle ; l'Union européenne impose un embargo à la viande anglaise. La France et plusieurs autres pays décident de « suspendre toute importation de viande bovine en provenance de Grande-Bretagne ».
- 1998 :
  - la justice belge condamne Louis Schweitzer, le P-DG de Renault, à une amende de 10 millions de francs belges (1,6 million de FF) pour avoir violé la loi du travail belge lors de la fermeture de l'usine de Vilvorde.
- 1999 : à bord du Breitling Orbiter 3, le Suisse Bertrand Piccard et l'Anglais Brian Jones bouclent, au-dessus du Maroc, le premier tour du monde en ballon sans escale, soit 44 000 km en dix-neuf jours ; ils se poseront en Égypte.
- 2000 :
  - Jean-Paul II entame par la Jordanie le premier pèlerinage en Terre sainte d'un pape depuis 36 ans.
  - un tremblement de terre d'une magnitude de 4,5 sur l'échelle ouverte de Richter secoue l'est de la Turquie, et ne fait ni victime ni dégât, à Senkaya.

### XXIesiècle
- 2001 : la plus grande plate-forme pétrolière du monde, endommagée par une série d'explosions meurtrières, sombre dans l'Atlantique sud, à cent vingt kilomètres des côtes brésiliennes avec à son bord un million et demi de litres de pétrole brut et de gazole.Des hélicoptères américains pendant l'invasion de l'Irak

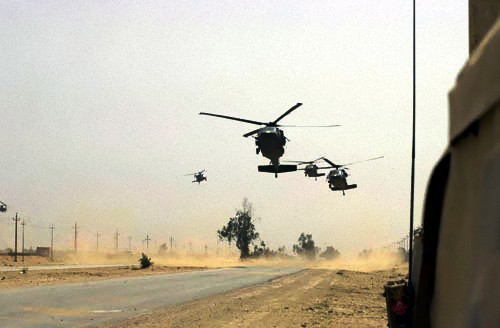
Des hélicoptères américains pendant l'invasion de l'Irak

- 2003 : les États-Unis et le Royaume-Uni passent à leur offensive contre l'Irak. Le 21 mars à 5 h 32 (heure locale), une heure et demie après l'expiration de l'ultimatum à Saddam Hussein, la périphérie de Bagdad essuie des frappes ciblées, premières salves de l'intervention militaire baptisée « opération liberté irakienne » promise par George W. Bush.
- 2010 : début de l'éruption de l'Eyjafjöll ou Eyjafjallajökull en Islande qui ralentira voire paralysera le trafic aérien nord-européen et nord-américain pendant plusieurs semaines.
- 2014 : Attaque de l'hôtel Serena à Kaboul (Afghanistan), fusillade de masse menée par des talibans.
- 2015 : accident d'Uttar Pradesh en Inde. Le déraillement d'un train dans l'Uttar Pradesh au nord de l'Inde fait 58 morts et 150 blessés[1].
- 2016 :
  - élections législatives au Cap-Vert.
  - élections législatives au Kazakhstan.
  - élections législatives au Laos.
  - élection présidentielle au Bénin.
  - élection présidentielle en République du Congo.
  - élections présidentielle et législatives au Niger.
  - référendum constitutionnel au Sénégal.
- 2019 :
  - le Président de la République du Kazakhstan Noursoultan Nazarbaïev démissionne après un mandat de près de 29 ans, la capitale Astana est renommée Noursoultan en son honneur et Kassym-Jomart Tokaïev devient président par intérim.
  - Des élections se déroulent pour renouveler les États provinciaux des Pays-Bas et le parti Forum pour la démocratie y arrive en tête.
  - Le rachat du studio 20th Century Fox par The Walt Disney Company est finalisé à 00h02 heure de l'Est.
- 2024 : au Viêt Nam, mis en cause pour corruption, le président Võ Văn Thưởng démissionne, la vice-présidente Võ Thị Ánh Xuân assure l'intérim[2].

## Arts, culture et religion

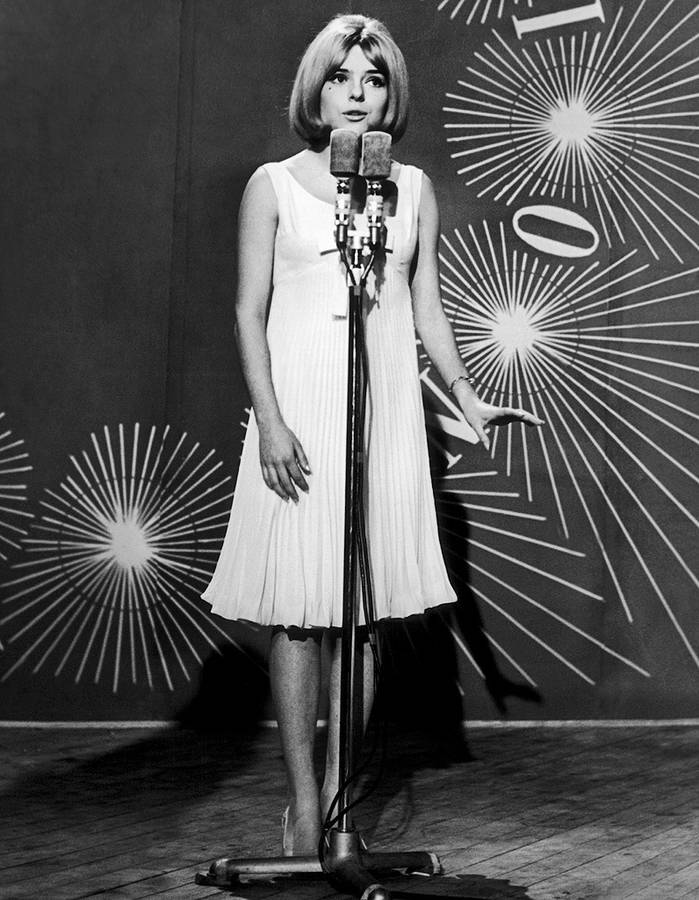
France Gall pendant le concours en Eurovision de la chanson de 1965

- 1852 : Harriet Beecher Stowe publie La Case de l'oncle Tom aux États-Unis.
- 1965 : France Gall gagne l'Eurovision pour le Luxembourg avec la chanson francophone Poupée de cire, poupée de son de Serge Gainsbourg, en rendant jaloux son compagnon d'alors lui-même à succès Claude François.
- 1974 : sortie des Valseuses de Bertrand Blier, film français révélant le plus les acteurs Miou-Miou, Patrick Dewaere, Gérard Depardieu, etc.
- 1976 : début du tournage épique du film Apocalypse Now de Francis Ford Coppola aux Philippines.
- 1992 : sortie en salles du film thriller « Basic Instinct » de Paul Verhoeven avec Sharon Stone et Michael Douglas[3].

## Sciences et techniques
- 1940 : Premier vol de l’avion militaire Armstrong Whitworth Albemarle.
- 2015 : une éclipse solaire totale est visible notamment des îles Féroé et du Svalbard dans l'hémisphère nord terrestre.
- 2024 : le mathématicien français Michel Talagrand remporte le prix Abel[4].

## Économie et société
- 2015 : trois attentats-suicides revendiqués par l’organisation État islamique causent 142 morts et plus de trois cents blessés à Sanaa aux Yémen et sud de l'Arabie.

## Naissances

### Iersiècleav. J.-C.
- 43 av. J.-C. : Ovide, poète latin († 17 ou 18 ap. J.-C.).

### XVesiècle
- 1479 : Hippolyte Ier d'Este, cardinal italien († 3 septembre 1520).

### XVIesiècle
- 1520 : Jacques Gohory, avocat, médecin et alchimiste français de la Renaissance († 15 mars 1576).
- 1531 : Antoine de Portugal, prétendant au trône de Portugal († 26 août 1595).
- 1534 : Francesco Mantica (1534-1614), cardinal italien († 28 janvier 1614).
- 1547 : Charles de Casaulx, capitaine de la milice bourgeoise de Marseille († 17 février 1596).
- 1550 : Élisabeth de Brunswick-Grubenhagen, première femme du duc Jean de Schleswig-Holstein-Sonderbourg († 11 février 1586).
- 1552 : Christophe de Hohenzollern-Haigerloch, comte de Hohenzollern-Haigerloch († 21 avril 1592).
- 1564 : Thomas Morton (évêque), prélat anglican († 20 septembre 1659).
- 1571 : Charles-Henri de Clermont-Tonnerre, militaire français († 30 septembre 1640).
- 1572 : Othon III de Brunswick-Harbourg, duc de Brunswick-Lunebourg († 4 août 1641).

### XVIIesiècle
- 1601 : Henri de Lorraine-Harcourt, gentilhomme et militaire français († 25 juillet 1666).
- 1606 : Georg von Derfflinger, feldmaréchal allemand († 14 février 1695).
- 1611 : Antonio de Pereda, peintre espagnol du siècle d'or († 30 janvier 1678).
- 1619 : Georges-Albert de Brandebourg-Culmbach, aristocrate allemand († 27 septembre 1666).
- 1630 : Tang Zhen, philosophe néoconfucianiste et écrivain chinois († 10 avril 1704).
- 1634 : Balthazar Bekker, théologien hollandais († 11 juin 1698).
- 1635 : Élisabeth-Amélie de Hesse-Darmstadt, princesse de la maison de Hesse-Darmstadt († 4 août 1709).
- 1657 : Luigi Omodei, cardinal italien († 18 août 1706).
- 1664 : Johann Homann, cartographe et géographe allemand († 1er juillet 1724).
- 1671 : Christine-Louise d'Oettingen-Oettingen, duchesse de Brunswick-Lunebourg († 3 septembre 1747).
- 1680 :
  - Emanuele d'Astorga, compositeur italien († vers 1757).
  - François Chéreau, graveur de portraits et de reproductions d'œuvres d'art († 16 avril 1729).
- 1688 :
  - Giuseppe Livizzani Mulazzini, cardinal italien († 20 mars 1754).
  - François Richer d'Aube, jurisconsulte français († 12 octobre 1752).
- 1695 : Toki Yoritoshi, daimyo de l'époque d'Edo († 18 octobre 1744).

### XVIIIesiècle
- 1725 : Abdülhamid Ier, sultan ottoman († 7 avril 1789).

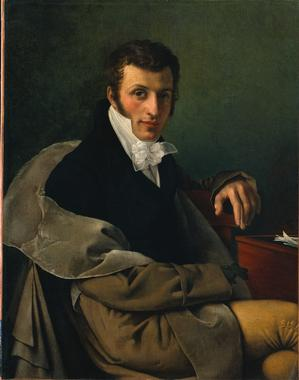
Joseph Paelinck, peintre belge, né le 20 mars 1781.

- 1735 : Torbern Olof Bergman, chimiste suédois († 7 juillet 1784).
- 1736 : Rama Ier, roi du Siam († 7 septembre 1809).
- 1741 : Jean-Antoine Houdon, sculpteur français († 15 juillet 1828).
- 1751 : François Joachim Esnue-Lavallée, magistrat et homme politique français († 21 février 1816).
- 1761 : Nicolas Frochot, conseiller d'État et premier préfet de la Seine († 29 juillet 1828).
- 1767 :
  - Jean-Victor Bertin, peintre paysagiste français († 11 juin 1842).
  - Toussaint Charbonneau, aventurier québécois († 12 août 1843).
- 1770 :
  - Friedrich Hölderlin, poète romantique allemand († 6 juin 1843).
  - Jean-Pierre Maransin, général de division († 15 mai 1828).
- 1773 : Augustin Gabriel d'Aboville, général d'artillerie français († 15 août 1820).
- 1780 : José Joaquín de Olmedo, poète et homme politique équatorien, 4e président de l'Équateur († 19 février 1847).
- 1781 : Joseph Paelinck, peintre belge († 19 juin 1839).
- 1787 : Casimir-Louis-Victurnien de Rochechouart de Mortemart, militaire, diplomate et homme politique français († 1er janvier 1875).
- 1800 : Braulio Carrillo Colina,  homme d'État costaricien, président du Costa Rica de 1838 à 1842 († assassiné le 15 mai 1845).

### XIXesiècle
- 1803 : Joseph-Charles-Maurice Mathieu de La Redorte, homme politique français († 21 janvier 1886).
- 1804 : Wilhelm Ferdinand Bendz, peintre danois († 14 novembre 1832).
- 1806 : Désiré Nisard, homme politique, écrivain et critique littéraire français († 25 mars 1888).
- 1808 : Antoine Étex, peintre et sculpteur académique français († 14 juillet 1888).
- 1809 : Nicolas Gogol, écrivain russe d'origine ukrainienne († 21 février 1852).
- 1811 : Napoléon II, fils de Napoléon Ier († 22 juillet 1832).
- 1812 : George Bibb Crittenden, général dans l'armée confédérée des États-Unis († 27 novembre 1880).
- 1819 : Alfred de Knyff,  artiste peintre de paysages belge de l'École de Barbizon († 22 mars 1885).
- 1820 : Alexandre Jean Cuza, souverain de Roumanie († 15 mai 1873) .
- 1827 : Alfred Assollant, romancier français († 3 mars 1896).
- 1828 :
  - Henrik Ibsen, écrivain norvégien († 23 mai 1906).
  - Simon-Antoine Pacoret de Saint-Bon, amiral et homme politique italien d'origine savoyarde († 26 novembre 1892).
  - Takahashi Yuichi, peintre japonais († 6 juillet 1894).
- 1831 : Theodor Aman, peintre roumain († 19 août 1891).
- 1833 : Daniel Dunglas Home, médium et voyant écossais († 21 juin 1886).
- 1838 : 
  - Ferdinand Zirkel, géologue et pétrologue allemand († 12 juin 1912).
  - Ernest André, entomologiste français († 5 avril 1914).
- 1841 : Louis-Joseph Wiaux, religieux belge béatifié en 1977 par Paul VI et canonisé en 1989 par Jean-Paul II († 30 janvier 1917).
- 1842 : Francis Buchanan White, botaniste et entomologiste écossais († 3 décembre 1894).
- 1848 : Théophile Poilpot, artiste peintre français († 6 février 1915).
- 1851 :  
  - Pietro Abbà Cornaglia, compositeur italien († 2 mai 1894).
- 1857 : Lewis Lindsay Dyche, zoologiste américain († 20 janvier 1915).
- 1858 : Frank W. Benson, homme politique américain († 14 avril 1911).
- 1860 : Paul Maurice Legrain, médecin français († 19 mai 1939).
- 1865 : Jehanne d'Alcy, actrice française († 14 octobre 1956).
- 1866 :
  - William Gardner Smith, botaniste britannique († 8 décembre 1928).
  - Louis Bertrand, romancier, essayiste et académicien français († 6 décembre 1941).
- 1878 :

  - Marie de La Hire, écrivaine, poétesse et artiste peintre française († 25 avril 1925).
  - Henri XXIV Reuss-Greiz, dernier souverain de la principauté de Reuss-Greiz († 13 octobre 1927).
- 1879 : Basile Tanghe, missionnaire capucin et linguiste africaniste belge († 6 décembre 1947).
- 1880 : Robert de La Vaissière, écrivain français de l'École fantaisiste († 14 octobre 1937).
- 1881 : Eugène Schueller, entrepreneur français, fondateur de L'Oréal († 23 août 1957).
- 1882 :
  - René Coty, président de le République française († 22 novembre 1962).
  - Maurice Marinot, artiste français († 8 février 1960).
- 1885 :
  - René Benjamin, écrivain français († 4 octobre 1948).
  - Anton Mervar, luthier slovène († 21 juillet 1941).
  - Vernon Ransford, joueur de cricket australien († 19 mars 1958).
- 1888 : Maurice Dupré, avocat et homme politique canadien québécois († 3 octobre 1941).
- 1889 : Aimé Simon-Girard, acteur français († 15 juin 1950).
- 1890 :
  - Ernst Moritz Hess, juge d'origine juive commandant de compagnie d'Hitler pendant la Première Guerre mondiale († 14 septembre 1983).
  - Beniamino Gigli, ténor italien († 30 novembre 1957).
  - Lauritz Melchior, ténor américain d’origine danoise († 18 mars 1973).
- 1894 : Hans Langsdorff, officier allemand († 20 décembre 1939).
- 1900 : Georges Hilbert, sculpteur animalier français († 6 septembre 1982).

### XXesiècle
- 1901 : Gaston Palewski, homme politique français († 3 septembre 1984).
- 1903 :
  - Edgar Buchanan, acteur américain († 4 avril 1979).
  - Vincent Richards, joueur de tennis américain († 28 septembre 1959).
  - Folke Bohlin, skipper suédois, champion olympique († 12 juin 1972).
- 1904 : 
  - Walter M. Elsasser, physicien allemand († 14 octobre 1991).
  - Burrhus Frederic Skinner, psychologue américain, théoricien du behaviorisme  († 18 août 1990).
- 1905 : Raymond Cattell, psychologue britannique et américain († 2 février 1998).
- 1906 : Ozzie Nelson, acteur, réalisateur, producteur, scénariste et chef d’orchestre américain († 3 juin 1975).
- 1907 : Hugh MacLennan, écrivain, journaliste et enseignant québécois († 7 novembre 1990).
- 1908 :
  - Roger Auvin, commerçant et supercentenaire français († 13 octobre 2019).
  - Michael Redgrave, acteur britannique († 21 mars 1985).
  - Francis Roux, (Cannes, 20 mars 1908 - Cannes, 24 juillet 1998), footballeur français ;
- 1910 :
  - Erwin Blask, athlète allemand spécialiste du lancer de marteau († 6 février 1999).
  - Anatoli Serov, as de l'aviation soviétique († 11 mai 1939).
  - Stéphane Thieffry, neuropédiatre français († 7 novembre 1990).
- 1911 : 
  - Bern von Baer, Oberst i.G allemand qui a servi au sein de la Heer († 27 novembre 1981).
  - Roger Barthe, essayiste, lexicographe et poète français († 18 janvier 1981).
  - Jiří Čtyřoký, ancien joueur tchécoslovaque de basket-ball († 2004).
  - Émile Dubuis, homme politique français († 17 février 2006).
  - Alfonso García Robles, diplomate mexicain, prix Nobel de la paix en 1982 († 2 septembre 1991).
  - François-Marie Geronimi, homme politique français († 26 février 2004).
  - Jerzy Koziołkowski, officier sous-marinier polonais lors de la Seconde Guerre mondiale († 27 juillet 1990).
  - Howard Lang, acteur anglais († 12 décembre 1989).
  - Young Perez, boxeur tunisien († 22 janvier 1945).
  - Arne Tollbom, escrimeur suédois († 16 novembre 1971).
  - Mieke Verstraete, actrice et artiste de cabaret belgo-néerlandaise († 17 décembre 1990).
- 1912 : Mario Meniconi, acteur italien († 1984).
- 1913 : Solange Bertrand, artiste peintre française († 22 janvier 2011).
- 1914 :
  - Wendell Corey, acteur américain († 8 novembre 1968).
  - Stanley Mason, professeur, chimiste et physicien québécois († 21 avril 1987).
- 1915 :
  - Rudolf Kirchschläger, diplomate, politicien et juge autrichien († 30 mars 2000).
  - Sviatoslav Richter, pianiste ukrainien († 1er août 1997).
- 1916 :
  - Robert Byerly, agent secret américain du Special Operations Executive († 8 mai 1945 au plus tard).
  - Pierre Messmer, homme politique français († 29 août 2007).
- 1917 : Vera Lynn, chanteuse britannique devenue centenaire († 18 juin 2020).
- 1918 : Bernd Alois Zimmermann, compositeur allemand († 10 août 1970).
- 1919 : Gerhard Barkhorn, pilote de chasse puis général allemand († 8 janvier 1983).
- 1920 :
  - Andrée Chedid, écrivaine, poétesse et parolière française († 6 février 2011).
  - Gilbert Carpentier, coproducteur français d'émissions télévisées populaires de variétés avec son épouse Maritie († 18 septembre 2000).
- 1921 : 
  - Henri Labussière, acteur et comédien de doublage français († 16 juin 2008).
  - Amadou-Mahtar M'Bow, enseignant et homme politique sénégalais plusieurs fois ministre, directeur général de l'UNESCO pendant 13 ans devenu centenaire.
  - Alfréd Rényi, mathématicien hongrois († 1er février 1970).
- 1922 :
  - Larry Elgart, chef d’orchestre de jazz américain († 29 août 2017).
  - Carl Reiner, acteur, scénariste, réalisateur et producteur américain († 29 juin 2020).
- 1923 : Marc Saporta, écrivain français († 8 juin 2009).
- 1924 : Jean-Pierre Marchand, réalisateur et scénariste français († 4 novembre 2018).
- 1925 : John Ehrlichman, homme politique américain († 14 février 1999).
- 1927 : Julio Ribera, dessinateur et scénariste espagnol de bandes dessinées († 26 mai 2018).
- 1928 : 
  - Fred Rogers, acteur, animateur de télévision, compositeur, producteur et scénariste américain († 27 février 2003).
  - Jerome Biffle, athlète américain, champion olympique du saut en longueur († 4 septembre 2002).
- 1930 :
  - Michel Magne, compositeur et musicien français († 19 décembre 1984).
  - Thomas Stafford Williams, cardinal néo-zélandais, archevêque émérite de Wellington († 22 décembre 1930).
- 1931 : Karen Steele, actrice et mannequin américaine († 12 mars 1988).
- 1932 :
  - Jack Cady, écrivain américain († 14 janvier 2004).
  - Tetsuo Okamoto, nageur brésilien († 1er octobre 2007).
  - Marthe Villalonga, actrice française.
- 1933 : Renato Salvatori, acteur italien († 27 mars 1988).
- 1935 :
  - Óscar Chávez, chanteur, acteur et compositeur mexicain († 30 mars 2020).
  - Jean-Jacques Descamps, homme politique français.
- 1936 : 
  - Alberto Seixas Santos, cinéaste portugais († 10 décembre 2016).
  - Takeo Kamachi, tireur sportif japonais, champion olympique († 4 décembre 2014).
- 1937 :
  - Éliane Gauthier, comédienne française (la "Julie" du kiosque à bonbons de L'île aux enfants, † 29 septembre 2019).
  - Helmut Recknagel, sauteur à ski allemand.
  - Jerry Reed, chanteur, auteur-compositeur, acteur et producteur américain († 1er septembre 2008).
- 1939 :
  - Annie Anderson, actrice française († 5 mars 1970).
  - Brian Mulroney, homme d’État canadien, premier ministre de 1984 à 1993.
- 1940 :
  - Jean-Claude Antonini, homme politique français († 8 février 2019).
  - Sergei Likhachev, joueur de tennis soviétique († 18 octobre 2016).
- 1941 : Meredith D'Ambrosio, chanteuse, pianiste et parolière de jazz américaine.
- 1942 : Robin Luke (en), chanteur de rockabilly américain.
- 1943 : Danièle Gilbert, animatrice de télévision française.
- 1944 :
  - Roger Magnusson, footballeur suédois.
  - Erwin Neher, chimiste et biophysicien allemand, prix Nobel de physiologie ou médecine en 1991.
  - Rui Simões, cinéaste et producteur portugais.
- 1945 :    
  - Gabriela Andersen-Schiess, athlète suisse.
  - Louis-Joseph Manscour, homme politique français.
  - Pat Riley, joueur puis entraîneur américain de basket-ball.
- 1946 : Jacques Pélissard, homme politique français.
- 1947 :
  - Christian Binet, auteur de bande dessinée français, créateur de la série Les Bidochon.
  - Victor Boffelli, joueur de rugby français.
  - Tamio Kageyama, romancier japonais († 27 janvier 1998).
- 1948 :
  - John de Lancie, acteur et producteur américain.
  - Bobby Orr, hockeyeur canadien.
- 1949 :
  - Marcia Ball, chanteuse de blues et pianiste américaine.
  - Josip Bozanić, cardinal croate, archevêque de Zagreb.
  - Pierrette Herzberger-Fofana, femme politique allemande, députée européenne écologiste à partir de 2019.
- 1950 :
  - Pierre Cohen, homme politique français.
  - William Hurt, acteur américain.
  - Carl Palmer, batteur britannique du groupe Emerson, Lake and Palmer.
  - Franz Josef Radermacher, professeur d'informatique à l'université d'Ulm.
- 1951 :
  - Ray Gravell, joueur de rugby gallois († 18 octobre 2016).
  - Jimmie Vaughan, guitariste et chanteur de blues américain.
- 1952 :
  - Anand Amritraj, joueur de tennis professionnel indien
  - Jean-Ludovic Silicani, haut fonctionnaire français, président de l'ARCEP de mai 2009 à janvier 2015.
  - Jean-Pierre Vigato, chef cuisinier français.
- 1954 :
  - Patrick Abada, athlète français, sauteur à la perche.
  - Sébastien Grall, réalisateur français de cinéma († 11 juillet 2013).
  - Louis Sachar, écrivain américain.
- 1955 : 
  - Isabelle Ganz, actrice française.
  - Joëlle Garriaud-Maylam, femme politique française.
- 1956 :
  - Catherine Ashton of Upholland, femme politique britannique, ancienne et première haute représentante de l'Union européenne pour les Affaires étrangères et la politique de sécurité, alors vice-présidente de la Commission européenne.
  - Sandra Neilson, nageuse américaine.
  - Naoto Takenaka, acteur, réalisateur et chanteur japonais.
- 1957 :
  - Elizabeth Bourgine, actrice française et bretonne de cinéma, de télévision et de théâtre.
  - Jean Castaneda, footballeur français.
  - Spike Lee, scénariste, réalisateur et producteur américain de cinéma, président du jury de Festival de Cannes en juillet 2021.
  - Theresa Russell, actrice américaine.
- 1958 :
  - Raymond Centène, évêque catholique français, évêque de Vannes.
  - Vincent Corpet, artiste peintre contemporain français.
  - Holly Hunter, actrice américaine.
  - Rickey Jackson, joueur américain de football américain.
- 1959 :
  - Sting (Steve Borden dit), catcheur américain.
  - Mary Roach, autrice scientifique américaine.
- 1960 :
  - Pascal Massix, acteur français de doublage († 6 juin 2008).
  - Iouri Charguine, cosmonaute russe.
  - Benoît Duteurtre, romancier, essayiste et critique musical français, producteur et animateur d'une émission de radio musicale.
  - Robertas Žulpa, nageur lituanien, champion olympique.
- 1961 :
  - Stéphane Laporte, scénariste humoristique, chroniqueur et directeur artistique québécois.
  - Michael O'Leary, dirigeant de la compagnie Ryanair.
  - Jesper Olsen, footballeur danois.
- 1962 : Stephen Sommers, réalisateur, scénariste et producteur américain.
- 1963 :
  - Anouk Grinberg, actrice française.
  - Kathy Ireland, actrice, modèle, entrepreneur et écrivain américaine.
  - Yelena Romanova, athlète russe († 28 janvier 2007).
  - David Thewlis, acteur britannique.
- 1964 : Michel Vallière, gardien de but de hockey sur glace franco-canadien.
- 1965 : Emilio Petacci, acteur italien (° 25 janvier 1886).
- 1967 :
  - Xavier Beauvois, acteur, réalisateur et scénariste français.
  - Yukito Kishiro, mangaka.
  - Gabriele Muccino, réalisateur italien.
  - Marc Warren, acteur britannique.
  - Igor Polyansky, nageur russe, champion olympique.
  - Nikolay Bukhalov, céiste bulgare, double champion olympique.
- 1968 : Philippe Croizon, ancien ouvrier français devenu athlète handisport, chroniqueur ès médias et conférencier en entreprise.
- 1969 :
  - Caroline Brunet, kayakiste québécoise.
  - Reynald Drouhin, plasticien français.
  - Fabien Galthié, joueur puis sélectionneur de rugby français.
  - Christophe Juillet, joueur de rugby français.
  - Gwenaëlle Simon, actrice française et bretonne.
- 1970 :
  - Mickaël Babin, joueur de hockey sur glace français.
  - Cathy DeBuono, actrice, réalisatrice et productrice américaine.
  - Nam Eun-young, handballeuse internationale sud-coréenne.
  - Michael Rapaport, acteur américain.
- 1971 :
  - Murray Bartlett, acteur américain.
  - Melanie Kreis, femme d'affaires allemande.
- 1972 :
  - Dominic Darceuil, acteur québécois.
  - Julie Fernandez Fernandez, femme politique belge wallonne.
  - Gonzales (Jason Charles Beck dit), chanteur, pianiste, producteur et compositeur d'origine québécoise.
  - Alex Kapranos, chanteur et guitariste écossais, meneur du groupe Franz Ferdinand.
  - Pedro Lamy, pilote automobile portugais.
  - Greg Searle, rameur d'aviron britannique, champion olympique.
- 1973 :
  - Natalya Khrushchelyova, athlète russe spécialiste des distances moyennes et du relais 4 × 400 m.
  - Jane March, actrice britannique.
  - Harry Roselmack, journaliste français de télévision un temps présentateur du "20 Heures" de TF1.
- 1974 :
  - Manuela Lutze, rameuse allemande.
  - Carsten Ramelow, footballeur allemand.
- 1975 :
  - Stéphanie Hochet, écrivaine, essayiste et journaliste française.
  - Lacena Golding-Clarke, athlète jamaïcain.
  - Hans Petter Buraas, skieur alpin norvégien.
  - Isolde Kostner, skieuse alpine italienne.
- 1976 : Chester Bennington, chanteur américain du groupe de metal et rock alternatif Linkin Park († 20 juillet 2017).
- 1977 :
  - Vadim Devyatovskiy, athlète biélorusse spécialiste du lancer du marteau.
  - Frédéric Finot, cycliste sur route français.
- 1978 :
  - Stefan Georgiev, basketteur bulgare.
  - Nicolas Mezzalira, ingénieur culturel spécialisé dans la valorisation du patrimoine culturel immatériel.
  - Corné du Plessis, athlète sud-africain spécialiste du sprint.
  - Julien Sicot, nageur français.
- 1979 :
  - Faustine Bollaert, journaliste et animatrice de télévision et de radio.
  - Keven Mealamu, joueur de rugby néo-zélandais.
  - Francileudo Santos, footballeur tuniso-brésilien.
  - Ielena Sennikova, joueuse de volley-ball russe.
  - Freema Agyeman, actrice britannique.
- 1980 :
  - Jamal Crawford, basketteur américain.
  - Elva Goulbourne, athlète jamaïcaine spécialiste du saut en longueur.
- 1982 :
  - Conrad Williams, athlète britannique spécialiste du 400 mètres.
- 1983 :
  - Michael Cassidy, acteur américain.
  - Eiji Kawashima, gardien de football japonais.
  - Jeanette Kwakye, sprinteuse britannique.
- 1984 :
  - Valtteri Filppula, hockeyeur professionnel finlandais.
  - Fernando Torres, footballeur espagnol.
- 1985 :
  - Morgan Amalfitano, footballeur français.
  - Martin Vingaard, footballeur international danois.
- 1986 :
  - Beñat Intxausti, cycliste sur route espagnol.
  - Katja Medved, volleyeuse slovène.
  - Ruby Rose, Mannequin, DJ et actrice australienne.
- 1987 :
  - Craig Jones, footballeur gallois.
  - Ewelina Klocek, athlète polonaise, spécialiste du sprint.
  - Sergei Kostitsyn, joueur de hockey sur glace biélorusse.
  - Kangana Ranaut, actrice indienne.
- 1988 : 
  - Alberto Bueno, joueur de football espagnol.
  - Al Capone II, cheval de courses d'obstacles († 21 octobre 2020).
  - Alfredo Quintana, handballeur cubain († 26 février 2021).
- 1989 :
  - Heather Bergsma, patineuse de vitesse américaine.
  - Joachim Bottieau, judoka belge.
  - Léa Buet, judokate franco-sénégalaise.
  - Xavier Dolan, réalisateur, scénariste, comédien producteur, monteur, chef décorateur et créateur de costumes québécois.
  - Matthieu Dreyer, footballeur français.
  - Alexandru Dudoglo, haltérophile moldave.
  - Tommy Ford, skieur alpin américain.
  - Yoris Grandjean, nageur belge spécialiste des épreuves de sprint en nage libre (50 et 100 m).
  - Guillaume Leduey, linguiste français.
  - Jean-Charles Valladont, archer français.
  - Zheng Xingjuan, athlète chinoise.
- 1990 :
  - Tamara Kaliszuk, joueuse de volley-ball polonaise.
  - Marjorie Lacroix, footballeuse française.
  - Justin H. Min, acteur américain.
  - Marcos Rojo, footballeur argentin.
- 1991 : Alexis Pinturault, skieur alpin français.
- 1992 : Baïssama Sankoh, footballeur guinéen.
- 1993 :
  - JaKarr Sampson, basketteur américain.
  - Sloane Stephens, joueuse de tennis américaine.
- 1995 :
  - Farida Abiyeva, karatéka azerbaïdjanaise.
  - Keenan Cahill, youtubeur américain.

## Décès

### VIIesiècle
- 687 : 
  - Saint Cuthbert de Lindisfarne, moine et évêque anglo-saxon (° vers 635) ;
  - son ami Saint Herbert du Derwentwater, ami du précédent et autre saint du jour infra et de fêtes (de printemps) à souhaiter.

### XIIIesiècle
- 1239 : Hermann von Salza, quatrième grand maître de l'ordre Teutonique (° 1179).

### XVesiècle
- 1413 : Henri IV d'Angleterre, roi d'Angleterre (° 3 avril 1367).
- 1414 : Matthieu de Bapaume, prélat français (° inconnue).

### XVIesiècle
- 1568 : Albert de Brandebourg, duc de Prusse (° 16 mai 1490).

### XVIIesiècle
- 1615 : Louis de Montmorency-Bouteville, comte de Luxe, gouverneur de Senlis (° 1560).
- 1619 : Matthias Ier de Habsbourg, empereur du Saint-Empire et roi de Bohême sous le nom de Matthias II (° 24 février 1557).
- 1649 : Ernest de Sayn-Wittgenstein-Hombourg, fils du comte Georges II de Sayn-Wittgenstein (° 29 mars 1599).
- 1663 : Biagio Marini, violoniste et compositeur italien (° 5 février 1594).
- 1688 : François Richer d'Aube, jurisconsulte français (° 12 octobre 1752).

### XVIIIesiècle
- 1727 : Isaac Newton, philosophe, mathématicien, physicien et astronome anglais (° 4 janvier 1642).
- 1728 : Camille d'Hostun, maréchal de France (° 14 février 1652).
- 1730 : Adrienne Lecouvreur, comédienne française (° 5 avril 1692).
- 1743 : Jean Beausire, architecte français (° 26 février 1651).
- 1746 : Nicolas de Largillierre, peintre français (° 10 octobre 1656).
- 1750 : Léon de Montmorency-Fosseux, marquis de Fosseux, lieutenant général (° 31 octobre 1664).
- 1754 : Giuseppe Livizzani Mulazzini, cardinal italien (° 20 mars 1688).
- 1765 : Paolo Antonio Rolli, poète et librettiste d'opéra italien (° 13 juin 1687).
- 1773 : Saverio Canale, cardinal italien (° 15 février 1695).
- 1777 : Jean-François-Joseph de Rochechouart, cardinal français, évêque de Laon (° 28 janvier 1708).
- 1788 : François Poulletier de La Salle, médecin et chimiste français (° 30 septembre 1719).
- 1792 : Louis Delanois, menuisier en sièges français (° 1731).
- 1794 : Nicolas Haxo, général de brigade de la Révolution française (° 7 juin 1749).

### XIXesiècle
- 1812 : Jan Ladislav Dussek, compositeur et pianiste tchèque (° 12 février 1760).
- 1816 : Marie Ire de Portugal, reine du Portugal (° 17 décembre 1734).
- 1839 : Charles-Paul d'Albert, septième duc de Luynes et de duc de Chevreuse, pair de France de 1814 à 1830 (° 16 octobre 1783).
- 1840 : Jan van Dael, peintre flamand de nature morte (° 27 mai 1764).
- 1844 :
  - Pierre Claude Pajol, général d'Empire et homme politique français (° 3 février 1772).
  - Peter Buell Porter, secrétaire à la Guerre des États-Unis (° 14 août 1773).
- 1857 : Pierre-Armand Dufrénoy géologue et minéralogiste français (° 5 septembre 1792).
- 1859 : Jozef Geirnaert, peintre belge (° 27 août 1790).
- 1872 : bienheureux Francisco Palau y Quer, prêtre espagnol béatifié en 1988 par Jean-Paul II (° 29 décembre 1811).
- 1878 : Julius Robert von Mayer, physicien allemand (° 25 novembre 1814).
- 1881 : Justin Clinchant, général français du second Empire (° 24 décembre 1820).
- 1886 :
  - Alfred Assollant, romancier français (° 20 mars 1827).
  - Thomas Spencer Cobbold, médecin britannique (° 28 mai 1828).
  - Thomas Costes, homme politique français (° 9 janvier 1813).
  - Gaspard Launois, homme politique français (° 7 janvier 1806).
- 1895 : 
  - Woldemar de Lippe, 4e prince de Lippe (° 18 avril 1824).
  - Ludwig Schläfli, théologien et mathématicien suisse (° 15 janvier 1814).
- 1899 : Franz Ritter von Hauer, géologue autrichien (° 30 janvier 1822).

### XXesiècle
- 1910 : Nadar, caricaturiste, écrivain, aéronaute et photographe français  (° 5 avril 1820 ou 6 avril 1820).
- 1914 : Giuseppe Mercalli, sismologue et volcanologue italien (° 21 mai 1850).
- 1916 : Ota Benga, pygmée congolais, exposé au zoo du Bronx à New York (° vers 1883).
- 1923 : saint Joseph Bilczewski, archevêque catholique béatifié en 2001 par Jean-Paul II et canonisé en 2005 par Benoît XVI (° 26 avril 1860).
- 1924 : Fernand Cormon, artiste peintre académique français (° 24 décembre 1845).
- 1926 :
  - Henri Félix de Lamothe, administrateur colonial français (° 8 août 1843).
  - Lovisa de Suède, membre de la famille royale suédoise Bernadotte devenue reine consort de Danemark par mariage avec Frédéric VIII (° 31 octobre 1851).
- 1928 : Jean-Baptiste Larrivé, sculpteur français (° 28 décembre 1875).
- 1929 : Ferdinand Foch, maréchal de France, officier général français (° 2 octobre 1851).
- 1931 : Hermann Müller, homme politique allemand (° 18 mai 1876).
- 1934 :
  - Ruthven Deane, ornithologue américain (° 20 août 1851).
  - Emma de Waldeck-Pyrmont, troisième fille du prince souverain Georges-Victor de Waldeck-Pyrmont et d'Hélène de Nassau, veuve du roi Guillaume III des Pays-Bas (° 2 août 1858).
- 1944 : Henri de Lipkowski, industriel français d'origine polonaise mort pour la France (° 23 septembre 1897).
- 1945 : Alfred Douglas, poète anglais (° 22 octobre 1870).
- 1946 : Amir Hamzah, poète indonésien et un héros national de l'Indonésie (° 28 février 1911).
- 1947 : Victor Goldschmidt, chimiste suisse (° 27 janvier 1888).
- 1951 :
  - Alfredo Baquerizo, président de l'Équateur du 1er septembre 1916 au 31 août 1920 (° 28 septembre 1859).
  - René Guy Cadou, poète français (° 15 février 1920).
- 1960 : Léon Sée, escrimeur français (° 23 septembre 1877).
- 1962 : Henri Mouton, footballeur international français (° 12 avril 1881).
- 1965 : Louis de Fleurac, athlète français spécialiste du 1 500 m, du steeple et de la course de fond (° 19 novembre 1876).
- 1968 : Carl Theodor Dreyer, cinéaste danois (° 3 février 1889).
- 1972 : Marilyn Maxwell, actrice américaine (° 3 août 1921).
- 1975 : Jacques-Henri de Bourbon, duc d'Anjou et de Ségovie, aîné des Capétiens et chef de la maison de France (° 23 juin 1908).
- 1978 : Jacques Brugnon, joueur de tennis français (° 11 mai 1895).
- 1984 : Jean De Clercq, footballeur belge (° 17 mai 1905).
- 1985 : Jacques Maury (Jacques Vloeberghs, dit), acteur belge (° 25 juin 1937).
- 1990 :
  - Guy Bonnardot, chanteur, producteur et peintre français (° 2 novembre 1951).
  - Maurice Cloche, réalisateur, scénariste et producteur français (° 17 juin 1907).
- 1992 : Georges Delerue, compositeur et directeur musical de films français (° 12 mars 1925).
- 1993 : Polykarp Kusch, physicien américain d'origine allemande, prix Nobel de physique 1955 (° 26 janvier 1911).
- 1995 : Big John Studd, catcheur professionnel et un acteur américain (° 19 février 1948).
- 1996 :
  - Claude Bourdet, écrivain et polémiste français (° 9 octobre 1909).
  - Vladimir Brejnev, hockeyeur sur glace soviétique puis russe (° 5 mars 1935).
- 1997 :
  - Ronnie Barron, acteur et musicien américain (° 9 octobre 1943).
  - Carlo Fassi, entraîneur américain de patineurs artistiques (° 20 décembre 1929).
  - Jean-Marie Prévost, footballeur français (° 30 septembre 1918).
  - Victor Sawdon Pritchett, romancier britannique (° 16 décembre 1900).
  - Tony Zale, boxeur américain (° 29 mai 1913).
- 1998 :
  - Agustín Gómez-Arcos, romancier, dramaturge, poète et traducteur espagnol (° 15 janvier 1933).
  - George Howard, saxophoniste de jazz américain (° 15 septembre 1957).
  - Jean Zoa, évêque catholique camerounais (° 1924).
- 1999 :
  - Elsa Barraine, compositrice française (° 13 février 1910).
  - Georges Delbard, pépiniériste français (° 20 mai 1906).
  - Patrick Heron, peintre britannique (° 30 janvier 1920).

### XXIesiècle
- 2001 : Hidaya sultan al-Salem, journaliste koweïtienne (° 1936).
- 2002 :
  - Samuel Warren Carey, géologue australien (° 1er novembre 1911).
  - Albert Toris, footballeur français (° 17 juillet 1925).
- 2004 :
  - Juliana des Pays-Bas, reine des Pays-Bas de 1948 à 1980 (° 30 avril 1909).
  - Pierre Sévigny, industriel et homme politique québécois (° 12 septembre 1917).
- 2006 : James Peter Ongkili (ms), homme politique malaisien, ancien ministre de la Justice (° 13 mars 1939).
- 2007 :
  - Raynald Fréchette, juge et homme politique québécois (° 13 octobre 1933).
  - Taha Yassine Ramadan, vice-président de l'Irak de 1991 à 2003 (° 22 février 1938).
  - Hawa Yakubu, femme politique ghanéenne, vice-présidente du Nouveau parti patriotique (NPP), ministre du Tourisme de 2001 à 2005 (° 1947 ou 1948).
- 2008 :
  - Eric Ashton, joueur de rugby à XIII britannique (° 24 janvier 1935).
  - Ferdinand de Bourbon-Siciles, duc de Castro (° 28 mai 1926).
  - Alexandru Custov (en), footballeur roumain, ancien joueur du Dynamo Bucarest (° 8 mai 1954).
  - John W. Gran, moine trappiste norvégien, évêque catholique d'Oslo de 1964 à 1983 (° 5 avril 1920).
- 2009 :
  - Abdellatif Filali, homme politique marocain, Premier ministre de Maroc de 1994 à 1998 (° 26 février 1929).
  - Jaroslav Pitner (en), entraîneur de hockey sur glace tchèque (° 1926).
- 2010 :
  - Sylvie Béguin, historienne de l'art, ancienne conservatrice en chef du département des peintures du musée du Louvre (° 10 octobre 1919).
  - François Crouzet, historien français spécialiste de l'histoire de la Grande-Bretagne (° 20 octobre 1922).
  - Girija Prasad Koirala, homme d’État népalais, quatre fois premier ministre du Népal entre 1991 et 2008 (° 20 février 1925).
  - Stewart Lee Udall, homme politique et avocat américain (° 31 janvier 1920).
- 2011 :
  - Jacques Capelovici, linguiste français, animateur de jeux télévisés sur FR3, surnommé « Maître Capello » (° 19 décembre 1922).
  - Agostinho Stefan Januszewicz, évêque catholique émérite brésilien de Luziânia (° 29 novembre 1930).
  - Ladislav Novák, footballeur puis entraîneur tchécoslovaque (° 5 décembre 1931).
- 2012 :
  - Noboru Ishiguro, réalisateur japonais d'animation, créateur notamment de la série The Super Dimension Fortress Macross (° 24 août 1938).
  - Bernard Zadi Zaourou, homme politique et écrivain ivoirien (° 1938).
- 2013 : Risë Stevens, mezzo-soprano américaine (° 11 juin 1913).
- 2015 : Malcolm Fraser, homme d’État australien, Premier ministre d'Australie de 1975 à 1983 (° 21 mai 1930).
- 2017 : David Rockefeller, homme d'affaires et milliardaire américain (° 12 juin 1915).
- 2020 : Amadeo Raúl Carrizo, footballeur argentin (° 12 juin 1926).
- 2021 :
  - Else Hammerich, femme politique danoise (° 7 septembre 1936).
  - Mohamed Ismaïl, réalisateur et scénariste marocain (° 1er septembre 1951).
  - Peter Lorimer, footballeur écossais (° 14 décembre 1946).
  - Ievgueni Nesterenko, chanteur lyrique soviétique puis russe (° 8 janvier 1938).
  - François Nicoullaud, diplomate et analyste politique français (° 24 juillet 1940).
  - Nguyễn Huy Thiệp, écrivain, dramaturge et historien viêtnamien (° 29 avril 1950).
  - Dale Wolf, homme politique américain (° 6 septembre 1924).
- 2022 : Raimon Carrasco, Adriana Hoffmann.
- 2023 :
  - Osvaldo Héctor Cruz, footballeur international argentin (° 29 mai 1931).
  - Tewolde Berhan Gebre Egziabher, chercheur éthiopien (° 19 février 1940).
  - Monique Hervo, militante associative et écrivaine française, naturalisée algérienne (° 5 janvier 1929).
- 2024 :
  - Faramarz Aslani, guitariste, auteur et chanteur iranien (° 13 juillet 1954).
  - Roger Bozzetto (Cannes, 26 février 1937 - Aix-en-Provence, Bouches-du-Rhône, 20 mars 2024), universitaire et critique littéraire français, spécialiste du fantastique et de la science-fiction ;
  - Martin Greenfield, maître tailleur américain (° 9 août 1928).
  - Winai Kraibutr, acteur thaïlandais (° 16 juin 1969).
  - Laetitia Krupa, journaliste politique française (° 29 juin 1975).
  - Dumitru Macri, footballeur et entraîneur roumain (° 28 avril 1931).
  - Firmin Mattis, skieur alpin français (° 16 septembre 1929).
  - António Pacheco, footballeur international portugais (° 1er décembre 1966).
  - Vernor Vinge, écrivain de science-fiction américain (° 2 octobre 1944).

## Célébrations

### Internationales
- Nations unies :
  - journée internationale du bonheur depuis le 20 mars 2013[5].
  - Journée de la langue française[6],[7].
- Journée mondiale du conte initiée par la Suède en 1991.
- Journée internationale sans viande[8].[réf. nécessaire]
- Journée internationale du macaron.[réf. nécessaire]
- Voir aussi en astrologie ci-après in fine.

### Nationales
- Japon : Shunbun no hi, 春分の日 ou jour de l'équinoxe de printemps[9].
- Tunisie : fête de son indépendance.

### Religieuses

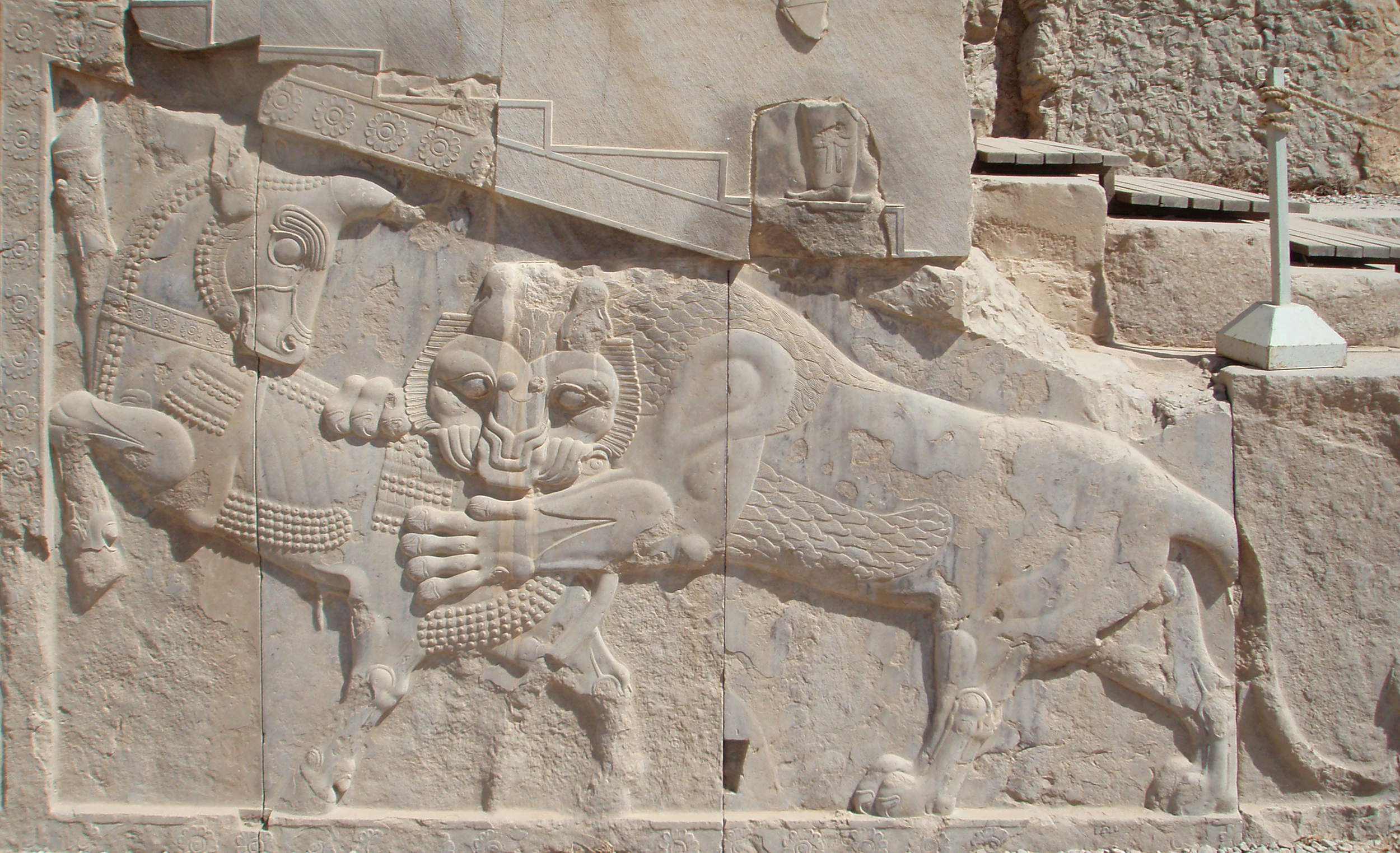
Symbole de Norouz à Persépolis

- Zoroastrisme : Norouz ou Navrouz, fête zoroastrienne et persane lato sensu, l'un des trois jours possibles (19, 20 ou 21 mars) pour le printemps du nouvel an zoroastrien / nouvel an perse (ou persan), fêté notamment en  Iran, Irak, Afghanistan, Tadjikistan, Ouzbékistan, Azerbaïdjan, Kazakhstan, Kirghizistan, Kurdistan et leurs diasporas.
- Fêtes religieuses romaines : deuxième jour des Quinquatries, Quinquatria(e) ou Quinquatrus, en latin, en l'honneur de la déesse Minerve (l'Athéna des anciens Grecs).
- Wicca : roue de l'année, sabbat mineur d'Ostara (hémisphère nord terrestre) 
  - ou Mabon (hémisphère sud).
- Bahaïsme : dernier jour du mois de l'élévation / ‘alá’‘ consacré au jeûne, dans le calendrier badí‘.
- Catholicisme chrétien : date mobile possible pour la/les fêtes de Pâques, le jour de l'ancien "nouvel an" (prin-temps) en Occident aussi, entre lendemains 21 ou 22 mars et 25 avril (17 avril en 2022), commémorant la résurrection du Christ moins de trois jours après sa crucifixion mortelle, apposée sur la fête de la Pâque juive Pessah (d'où le "s" final du mot "Pâques").

### Saints des Églises chrétiennes

#### Saints des Églises catholiques et orthodoxes
Saints des Églises catholiques et orthodoxes :
- Archippe († Ier siècle), fils de saint Philémon et disciple de saint Paul de Tarse, fêté le 19 février ou avec Philémon le 22 novembre en Orient[12].
- Bénigne de Fontenelle († 726), 6e abbé de l'abbaye de Saint-Wandrille de Fontenelle).
- Claudia et ses compagnes Alexandra, Euphrasie, Matrone, Julienne, Euphémie, Théodosie († entre 303 et 305), martyres à Amide en Paphlagonie.
- Clément d'Irlande († v. 818), moine enseignant à Paris.
- Cuthbert de Lindisfarne († 687), évêque de Lindisfarne en Northumbrie.
- Grat († IVe siècle), diacre et Marcel, sous-diacre, à Forlì.
- Herbert († 687), ermite en Angleterre.
- Loarne († Ve siècle), disciple de saint Patrick d'Irlande (17 mars), missionnaire en Bretagne.
- Jean († 796), Serge, Patrice et dix-sept autres martyrs de Sabas tués par les Sarrasins en Palestine.
- Martin de Braga († 580), évêque de Braga, apôtre de la Galice.
- Nicaise de Die († 325), 5e évêque de Die.
- Nicétas († 733), évêque martyr à Apollonie de Mygdonie.
- Paul, Cyrille, Eugène et quatre autres martyrs († ?), martyrs à Antioche.
- Photine la Samaritaine († Ier siècle), la Samaritaine qui aurait rencontré Jésus au puits de Jacob, fêtée le 26 février en Orient.
- Remi de Strasbourg († 783), évêque de Strasbourg.
- Tétrice († 572), 17e évêque de Langres, fils de l'évêque saint Grégoire de Langres et oncle de saint Grégoire de Tours.
- Urbice de Metz († 420), évêque de Metz.
- Wulfram de Sens († 720), 28e évêque de Sens, évangélisateur de la Frise.

#### Saints et bienheureux des Églises catholiques
Saints et bienheureux des Églises catholiques :
- Ambroise de Sienne († 1286), bienheureux dominicain italien, théologien et prédicateur.
- Baptiste Spagnoli († 1516), bienheureux carme d'origine espagnole né à Mantoue en Lombardie.
- Évrard d'Einbergn († XIIe siècle), bienheureux moine fondateur de l'abbaye d'Einberg en Allemagne et de celle du Mont Saint-Georges en Thuringe.
- François Palau y Quer († 1872), bienheureux carme déchaux espagnol - fondateur des carmélites missionnaires.
- Guillaume de Peñacorada († vers 1042), ermite espagnol puis fondateur d'un monastère à Cistierna.
- Hippolyte Galantini († 1619), bienheureux religieux italien fondateur de la congrégation de saint-François de la Doctrine Chrétienne.
- Jean Népomucène († 1393), prêtre et martyr à Prague.
- Jeanne Véron († 1794), bienheureuse religieuse française - sœur de la Charité de Notre-Dame d’Evron, martyre sous la Révolution française.
- Joseph Bilczewski († 1923), archevêque de Lviv / Lvov, surnommé « l’apôtre de l’Eucharistie ».
- María Josefa Sancho de Guerra († 1912), religieuse basque espagnole fondatrice des servantes de Jésus.
- Maurice Csaky († 1336), bienheureux prince hongrois devenu religieux dominicain.

#### Saints des Églises orthodoxes (aux dates parfois"juliennes"/ orientales)
Saints des Églises orthodoxes outre les saints œcuméniques voire pré-schismatiques ci-avant ...
- Myron de Crète († 1793), martyr.

### Prénoms du jour
Bonne fête aux Herbert et ses variantes : Hébert, Helbert.
Et aussi aux :
- Alexandra (fête locale) et ses variantes : Alejandra, Aleksandra, Alessandra, Alessandrine, Alessandrina, Αlexandra, Alexandrie, Alexandrina, Alex, Alexine, Alexina, Alessiana, Alessine, Alessina, Alesina, Cendrine, Sandie, Sandra (de), Sandrie, Sandrina, Sandy, Sanga, Sania, Sacha, Xandra[13] (voir aussi 22 avril, 2 avril, 18 mars, 9 janvier etc.).
- Aux Claudia et sa variante Claudiane (voir aussi 15 février) ;
- aux Cuthbert ci-avant,
- Wulfran et ses variantes : Volfram, Vulfran, Wolfram, etc.

## Traditions et superstitions

### Dictons
- « Quand il gèle le vingt mars, il gèle toute l’année. »[14]

### Astrologie
- Signe du zodiaque : 30e et dernier jour du signe astrologique des Poissons (31e jour en cas d'année bissextile).
- Journée internationale de l'astrologie (en)[15], la veille du changement de calendrier astrologique et du nouvel an ( / prin-temps (primus tempus)) dans de nombreuses cultures, d'hier comme d'aujourd'hui de l'hémisphère nord terrestre (ci-avant).

## Toponymie
De nombreuses voies, places ainsi que des sites et édifices portent le nom de cette date en langue française et figurent dans la page d'homonymie Vingt-Mars .